# Малая Волосница
Малая Волосница — река в России, протекает по территории Омутнинского и Верхнекамского районов Кировской области. Длина реки составляет 24 км. В 4,2 км от устья принимает справа реку Ломовка.

## Течение
Исток реки в болотах в 13 км северо-восточнее посёлка Песковка. Река течёт на север по ненаселённому лесу.
Впадает в Волосницу в 55 км от устья по правому берегу. До впадения Малой Волосницы Волосница называется Большой Волосницей.

## Данные водного реестра
По данным государственного водного реестра России относится к Камскому бассейновому округу, водохозяйственный участок реки — Кама от истока до водомерного поста у села Бондюг, речной подбассейн реки — бассейны притоков Камы до впадения Белой. Речной бассейн реки — Кама.
Код объекта в государственном водном реестре — 10010100112111100000771.

## Топографические карты
- Лист карты O-39-33 Песковка. Масштаб: 1 : 100 000. Издание 1962 г.
- Лист карты O-39-34 Лупья. Масштаб: 1 : 100 000. Издание 1962 г.